# Annona hispida
Annona hispida är en kirimojaväxtart som först beskrevs av Paulus Johannes Maria Maas och Lübbert Ybele Theodoor Westra, och fick sitt nu gällande namn av H. Rainer. Annona hispida ingår i släktet annonor, och familjen kirimojaväxter. Inga underarter finns listade i Catalogue of Life.